# 由浦カズヤ
由浦 カズヤ（よしうら カズヤ、1982年9月3日 - ）は、日本の漫画家。熊本県出身。
主に『COMIC快楽天』（ワニマガジン社）、『comicアンスリウム』（ジーオーティー）で描いている。

## 作品リスト

### 書籍
1. 『イビツナ』[4] （2012年3月29日発売[5]、ワニマガジン社〈ワニマガジンコミックススペシャル〉、ISBN 978-4-86269-197-2）
2. 『ふたりよがり』[6] （2015年1月20日初版発行〈2014年12月19日発売[7]〉、ワニマガジン社〈ワニマガジンコミックススペシャル〉、ISBN 978-4-86269-346-4）
3. 『きざし』 （2017年12月27日発売[8]、ジーオーティー〈GOTコミックス〉、ISBN 978-4-81480-060-5）
4. 『とりこじかけ』 （2020年9月25日発売[9]、ワニマガジン社〈ワニマガジンコミックススペシャル〉、ISBN 978-4-86269-732-5）
  - ふたりよがり〜片想い〜 （COMIC快楽天 2015年2月号）
  - とりこじかけ （COMIC快楽天 2015年11月号）
  - 天音の本音 （COMIC快楽天 2016年10月号）
  - Happy Days （COMIC失楽天 2017年2月号）
  - 今日だけ恋人 （COMIC快楽天 2015年8月号）
  - フェイクプレイヤー （COMIC快楽天 2018年6月号）
  - ねぼけま×こ （COMIC失楽天 2012年2月号）
  - あべこべBitch！ （COMIC快楽天 2015年4月号）
  - 縁女交際 （COMIC快楽天 2016年3月号）